# راکت‌داین ال‌آر۷۹

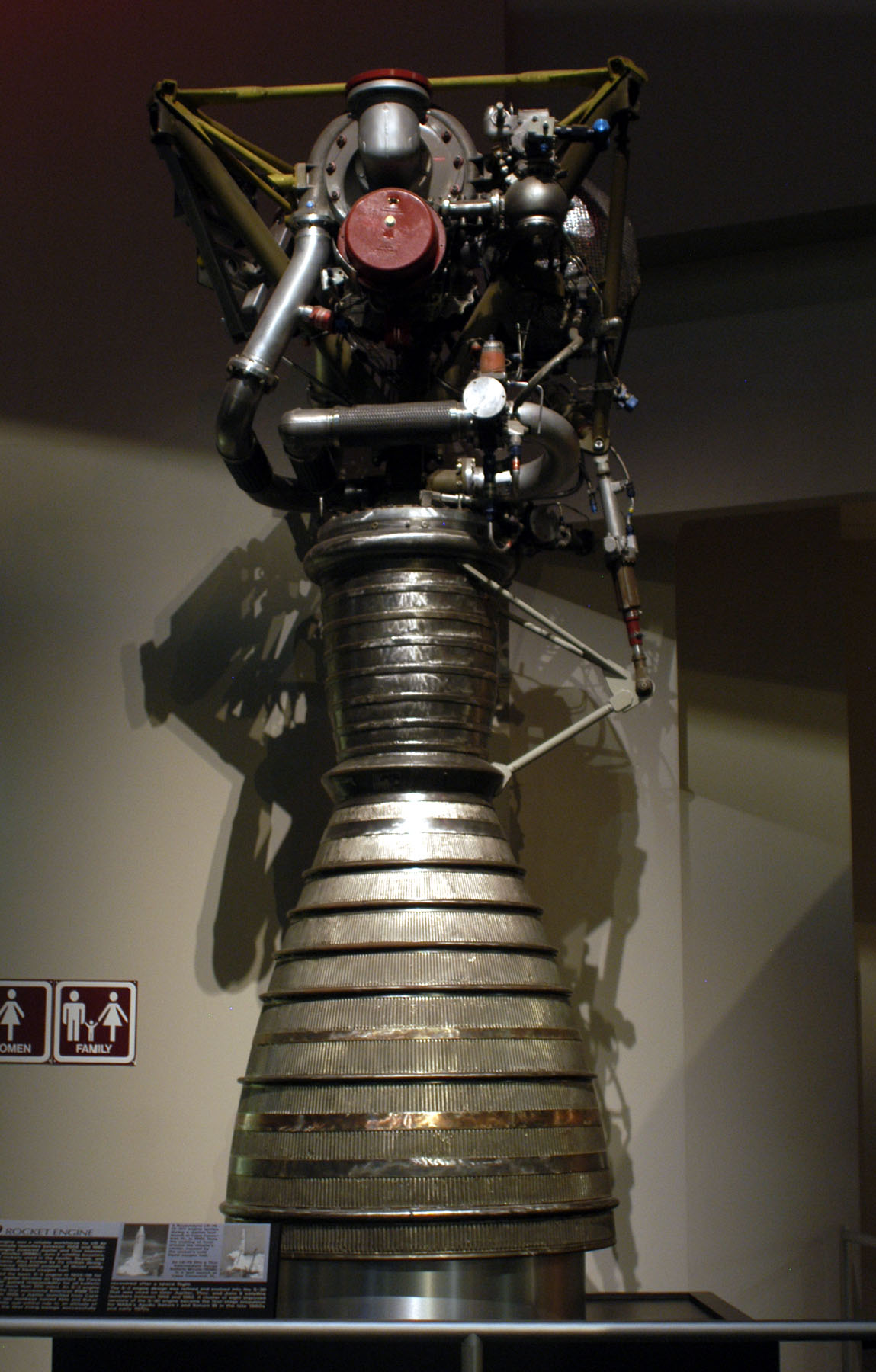
موتور ال‌آر۷۹ در موزهٔ ملی نیروی هوایی ایالات متحده

راکت‌داین ال‌آر۷۹ (به انگلیسی: Rocketdyne LR79) موتور موشک اصلی مورد استفاده نیروی هوایی ایالات متحده بین سال‌های ۱۹۵۰ تا ۱۹۸۰ بود. این موتور سوخت مایع قدرت پیشرانهٔ راکت‌های ژوپیتر و تور، بوسترهای ماهوارهٔ جونو ۲، راکت‌های ساترن ۱ و ساترن ۱بی که در برنامه‌های آپولو، اسکای‌لب و آپولو-سایوز استفاده شدند، را تأمین می‌کرد. نام غیرنظامی آن اس-۳دی بود و تراستی برابر با ۱۵۰۰۰۰ پوند را با سوزاندن کروزین و اکسیژن مایع ایجاد می‌کرد.

## نیروی هوایی
راکت‌داین طرح اولیه موتور اس-۳ را بین سال‌های ۱۹۵۵–۱۹۵۶ برای ارتش ایالات متحده ریخت. در سال ۱۹۵۶ ژوپیتر موشک مهمی برای نیروی هوایی ایالات متحده شد، از آنجا که این ارگان مسئولیت تمامی موشک‌های با برد بیش از ۲۰۰ مایل را بر عهده گرفت. اولین آزمایش موفقیت‌آمیز موشک‌های بالستیک آمریکا، با یک موشک ژوپیتر که از موتور اس-۳ استفاده می‌کرد، در ۵ می ۱۹۵۷ صورت گرفت. در سال ۱۹۵۹، در پرتاب ژوپیتر از کیپ کاناورال، فلوریدا دو میمون با نام‌های آبل و بیکر پروازی ۱۶ دقیقه‌ای با مسافتی ۱۷۰۰ مایلی و در ارتفاع ۳۶۰ مایل در ساب‌اوریت، داشتند. این دو اولین موجودات بودند، که پس از پرتاب به فضا زنده ماندند.

## ناسا
طراحی موتور اس-۳ در پایان به موتور اس-۳دی متصل شد. این موتور در ژوپیترهای آینده به کار رفت. تعدادی از موتورهای اس-۳، تغییراتی در پرتاب‌های ژوپیتر، تور و جونو ۲ ایجاد کردند. دستهٔ ۸تایی پیشرفتهٔ موتورهای اس-۳دی به مرحلهٔ اول پرتاب موشک‌های ساترن ۱ و ساترن ۱بی ناسا بین سال‌های ۱۹۶۰ تا ۱۹۷۰ کمک کرد.